# Campylotropis macrostyla
Campylotropis macrostyla là một loài thực vật có hoa trong họ Đậu. Loài này được (D.Don) Miq. miêu tả khoa học đầu tiên.